# Кинич-Кан-Балам III
Кинич-Кан-Балам III (майя kʼinich-ka-kan-bahlam «Сияющий змеиный ягуар/змей-ягуар») — правитель Баакульского царства со столицей в Лакам-Ха (Паленке).

## Биография
Кинич-Кан-Балам III является преемником Кинич-Ханаб-Пакаля II. О его правлении почти ничего неизвестно, но стела 7 из Помоны упоминает его по имени. Стела описывает празднование в конце календарного счёта 9.16.0.0.0. 2 Ahaw 13 Sek (9 мая 751 года), в котором председательствовал правитель Помоны Кинич-Хо-Хииш-Балам, и в котором принимал участие Кинич-Кан-Балам III.
Поскольку больше нет никаких упоминаний о Кинич-Кан-Баламе III, можно предположить, что его правление было недолгим. Период его правления относится к победе Тонины над Паленке. На разбитой мемориальной табличке из Тонины рассказывается победа правителя Тонины Кинич-Тун-Чапата над Паленке, а рядом изображён узник из Паленке. Однако, подпись к табличке была уничтожена, поэтому нельзя точно утверждать, что это был Кинич-Кан-Балам III.

## Внешние ссылки
- История города Паленке (Лакамха) царства Бакаль Архивная копия от 4 августа 2021 на Wayback Machine
- Последние страницы истории Баакуля Архивная копия от 6 августа 2021 на Wayback Machine
- К’инич-Кан-Балам III Архивная копия от 6 августа 2021 на Wayback Machine